# World Wide Web (tijdschrift)
World Wide Web (voluit World Wide Web: Internet and Web Information Systems) is een internationaal, aan collegiale toetsing onderworpen wetenschappelijk tijdschrift over de technische aspecten van het world wide web. Het wordt uitgegeven door Springer Science+Business Media en verschijnt 3 tot 5 keer per jaar.